# Pavićini
Pavićini je naselje u Republici Hrvatskoj, u sastavu Općine Marčana, Istarska županija. Naselje je udaljeno od obale mora 1200 metara.

## Povijest
U selu se nalazi stara uljara za hladno prešanje maslinovog ulja. U povjesti su se mještani bavili poljoprivredom, ribarstvom i stočarstvom.

## Turizam
Prirodna ljepota Pavičanske okolice i tirkizno plavoga Jadranskoga mora učinili su selo međunarodno popularnim ljetnim odmorišnim odredištem. Kao i za brojne domaće vikend turiste.

## Stanovništvo
Prema popisu stanovništva iz 2001. godine, naselje je imalo 48 stanovnika te 16 obiteljskih kućanstava.
| broj stanovnika |       |       | 65    | 62    | 66    | 70    |       |       | 63    | 70    | 68    | 44    | 37    | 54    | 48    | 68    | 79    |
|                 | 1857. | 1869. | 1880. | 1890. | 1900. | 1910. | 1921. | 1931. | 1948. | 1953. | 1961. | 1971. | 1981. | 1991. | 2001. | 2011. | 2021. |